# Alojz Srebotnjak
Alojz Srebotnjak, slovenski skladatelj in pedagog, 27. junij 1931, Postojna, † 1. december 2010, Ljubljana.
Srebotnjak sodi med najvidnejše skladatelje sodobne slovenske resne glasbe in je avtor obširnega, raznolikega opusa glasbenih del.

## Življenjepis
Na Akademiji za glasbo v Ljubljani je leta 1958 v razredu prof. Lucijana Marije Škerjanca končal študij kompozicije, izpopolnjeval pa se je v Rimu (Boris Porrena), v Parizu, Londonu (Peter Racin Fricker) in v Sieni na ustanovi Accademia Musicale Chigiana (Vito Frazzi in Francesco Lavagnino).
Med letoma 1970 in 2001 je bil redni profesor za kompozicijo na Akademiji za glasbo v Ljubljani; od upokojitve pa je imel naziv zaslužnega profesorja.
Za svoje delo je prejel mnogo nagrad, med najpomembnejše sodi  Prešernova nagrada za življenjsko delo (1999), mdr. je prejel še Kozinovo (2000) in Župančičevo nagrado za življenjsko delo.

## Družina
Njegova žena je bila pianistka Dubravka Tomšič Srebotnjak, njun sin pa Martin Srebotnjak, filmski režiser.